# Chappelle's Show
Chappelle's Show var en amerikansk sketchshow av och med Dave Chappelle som producerades 2003-2006. Serien fick ett abrupt slut sedan Dave Chappelle plötsligt hoppat av showen. Andra medverkande i showen var bland andra den framlidne komikern Charlie Murphy.